# Swing (tanec)
Swing je rodinou tanců vyvinutých souběžně se swingovou hudbou ve 20., 30. a 40. letech 20. století, nejstarší formy jsou však starší. Nejznámější swingovým tancem je lindy hop, populární párový tanec vzešlý z Harlemu, který se tancuje dodnes. Většina swingových tanců má své kořeny v afroamerických komunitách, některé však vzešly z jiných kulturních tradic.

## Formy swingu

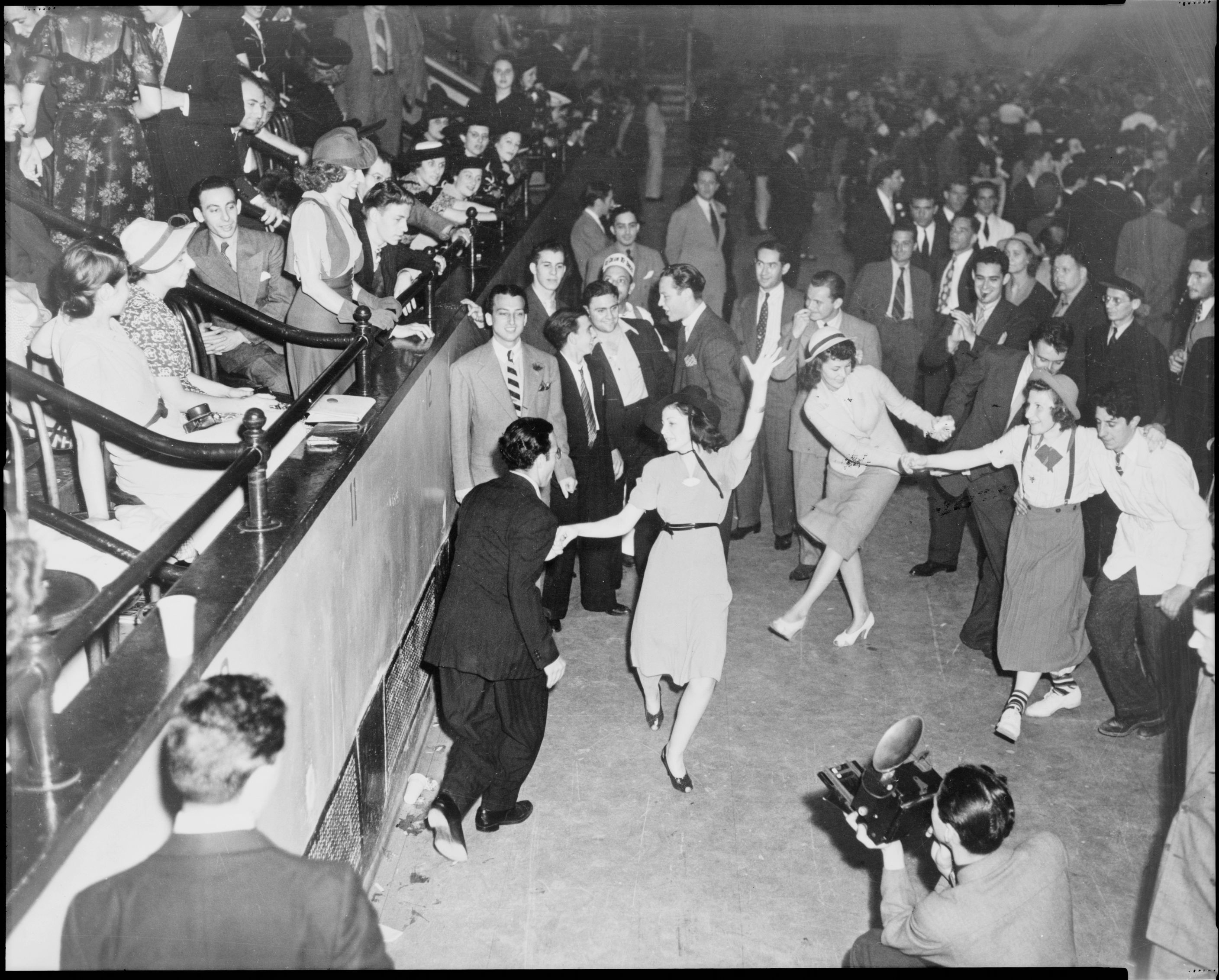
Swing v New Yorku roce 1938

Mimo Spojené státy se swing používá všeobecně pro všechny tance swingové éry: lindy hop, charleston, shag a balbou. Tato skupina je často ještě rozšířena o West Coast Swing, East Coast Swing, Hand Dancing, jive, rock and roll, moderní jive a další tance vyvinuté ve 40. letech a později. V Evropě se často díky tradici počítají mezi swingové tance i soutěžní boogie woogie a rock'n'roll.

### Rané formy 30. a 40. let
- Lindy hop
- Balboa
- Shag
  - Collegiate Shag
  - St. Louis Shag

### Formy 40., 50. let a dále
- Lindy Charleston
- Eastern Swing, variace foxtrotu.
- East Coast Swing
- West Coast Swing
- Western Swing
- Boogie-woogie
- Carolina Shag
- Imperial Swing
- Jive
- Skip jive
- moderní Jive – také znám pod názvem LeRoc a Ceroc
- Rock and Roll
- Hand dancing
- Push a Whip